# Jardín Etnobotánico Nugkui
El Jardín Etnobotánico Nugkui es un jardín botánico de una extensión de unas 7 hectáreas ubicado en Santa María de Nieva, Provincia de Condorcanqui, Perú.
En la tradición Aguaruna y Huambisa, "Nugkui" (pronunciado por los nativos "Nugkuí") es un espíritu que habita bajo la tierra y que enseñó la agricultura a las mujeres de la tribu.
Tiene lazos de cooperación con el Latin American Ethnobotanical Garden de la Universidad de Georgia, Estados Unidos.
Presenta trabajos para la Agenda Internacional para la Conservación en los Jardines Botánicos.
El código de identificación del Jardín Etnobotánico Nugkui como miembro del "Botanic Gardens Conservation Internacional" (BGCI), así como las siglas de su herbario es NUG.

## Localización
Está ubicado a orillas del Río Marañón a unos 400 m s. n. m., geográficamente está ubicado en la región de la selva, con un clima tropical, cálido y lluvioso. En una zona lindando con la Provincia de Jaén vía Chiclayo.
La dirección postal es:
Jardín Etnobotánico Nugkui Servicio Agropecuario para la Investigación y Promoción Económica
Apdo 10 Jaén (vía Chiclayo)
La ubicación en: Santa María de Nieva, Provincia de Condorcanqui, Departamento de Amazonas Perú
Planos y vistas satelitales.05°42′36.3600″N 078°47′43.8000″O / 5.710100000, -78.795500000

## Historia
Este jardín está hermanado con el Latin American Ethnobotanical Garden, con el fin de reunir los conocimientos para la conservación y desarrollo de los recursos de la selva de las tierras altas del río Marañón, con una perspectiva técnica adaptada a la referencia fundamental de los remedios vegetales de la medicina tradicional de los pueblos Aguaruna y Huambisa, de la familia etnolingüística Jíbaro.
Como parte del "Centro Cultural Tunaants", el jardín también tendrá más adelante un zoológico de recuperación de especies animales, una zona de viveros forestales y un orquideario.
Los colaboradores del Latin American Ethnobotanical Garden de la Universidad de Georgia, son miembros del Vicariato Apostólico San Francisco Javier del Marañón, una organización confesional de los sacerdotes jesuitas y representantes indígenas de las naciones Aguaruna y Huambisa.
Hay que hacer hincapié en el valor de los conocimientos tradicionales en la biodiversidad y el uso de las reliquias y el patrimonio natural para la conservación cultural de los paisajes sagrados de la naturaleza.

## Colecciones
El proyecto que está en marcha trabaja en tres frentes:
Cultivo y producción de plantas,
- Árboles maderables para la reforestación: caoba (Swietenia macrophylla), cedro (Cedrela odorata), chonta (Bactris gasipaes), chuchuhuasi (Maytenus macrocarpa), copaiba (Copiafera paupera), poma, árbol de sangre (Croton lechleri), palo de cruz (Brownea ariza), cocobolo (Andinoacara pulcher), quinilla (Manilkara bidentata), asarquiro, palo de rosa (Aniba rosaeodora), quilloscapi, quillocisa, chilca brava, yngaina.
- Palmetum, colección de palmas de las que utilizan los pueblos Aguaruna y Huambisa en su alimentación, tejidos o en la construcción de sus casas y que tienen una gran importancia en sus culturas, así para hacer dardos de cerbatana se utiliza Phytelephas chambira, y Oenocarpus bataua, en los techos de las casas hojas de Phytelephas macrocarpa o de diversas especies de Geonoma ssp., para las fibras que utilizan en sus tejidos las sacan de Astrocaryum chambira, o que las hojas de Pholidostachys synanthera las utilizan para envolver sus alimentos cuando los cocinan y darles sabor. Asimismo en la tradición oral Huambisa hay una palmera que marca el inicio y el fin del año la "pijuayo" (Bactris gasipaes)
- Especies productoras de frutas, lúcuma (Pouteria lucuma),[3] aguaymanto (Physalis peruviana),[4] camu-camu (Myrciaria dubia),[5] pomarrosa (Syzygium jambos),
- Plantas Medicinales: copaibo (Copaifera langsdorffii), sachindaso, hojé (Ficus insipida),[6] caña agria, quinaquina, zarzaparrilla, alolva, piñón, ancusacha, bolsamullaca, atapí, la liana ojo de vaca (Mucuna rostrata), chinchirilla.[7]

La cultura nativa y su cosmovisión (relación de los mitos y la selva)
La educación (nuevos modelos de educación ambiental de la selva).